# Eduardo Soler
Eduardo Soler Pérez (Valencia 1895–1967), fue un compositor, organista, profesor y maestro de capilla español.

## Biografía
En la Universidad Pontificia de Valencia tuvo la oportunidad de conocer y formarse de la mano del compositor Vicente Ripollés, lo que marcó definitivamente su carrera musical. En 1919 ya era organista y maestro de capilla de la Colegiata de Santa María de Gandía, de donde pasó en 1920 al Real Colegio Seminario del Corpus Christi de Valencia. Al año siguiente marchó a Torrente como capellán del asilo. En Torrente creó y dirigió la coral femenina de la Schola cantorum Nuestra Señora de la Esperanza, presentada en la ciudad de Valencia en 1923 en la sede de Lo Rat Penat. Con ella, pretendía —y consiguió— llevar la música coral a distintas localidades y templos valencianos en una suerte de actividad que integraba la interpretación así como conferencias en torno a la música religiosa. Aunque abandonó la capellanía de Torrente en 1924, siguió como director de la Schola cantorum, al menos, hasta 1928, última fecha de la que se conservan referencias.
De Torrente pasó a ocupar plaza como organista en la iglesia de San Martín Obispo de la capital del Turia, donde permaneció cuatro años hasta que, finalmente, ganó la plaza de maestro de capilla en la Catedral de Santa María valenciana. También ocupó la cátedra de canto gregoriano en el Seminario Metropolitano y miembro de la Comisión diocesana de música sagrada.